# Грибковский, Виктор Павлович
Виктор Павлович Грибко́вский (бел. Віктар Паўлавіч Грыбкоўскі, 1932 — 2000) — советский и белорусский физик. Член-корреспондент АН БССР (1977), доктор физико-математических наук (1973), профессор (1979).

## Биография
Грибковский родился 30 апреля 1932 года в деревне Асташковичи (ныне Дубровенский район, Витебская область, Беларусь). В 1956 года окончил физико-математический факультет БГУ, а после окончания аспирантуры и до конца жизни работал в Институте физики АН Беларуси. В 1971 году он организовал и возглавил Лабораторию оптики полупроводников, одновременно в 1975—1985 годах являлся заместителем председателя Совета по координации научной деятельности при Президиуме АН БССР, читал спецкурсы в БГУ.
Среди учеников Грибковского 4 доктора и 25 кандидатов наук.

## Научная деятельность
Научные работы Грибковского посвящены нелинейной оптике, физике лазеров, теории люминесценции, физике полупроводников. Им была разработана теория поглощения света и люминесценции при интенсивном возбуждении и выявлены основные закономерности эффектов насыщения в полупроводниках; получены общие формулы для ряда характеристик (порога, мощности, коэффициента полезного действия, частоты, оптимального режима генерации) полупроводниковых лазеров; внесен значительный вклад в физику стримерных разрядов в полупроводниках. 

## Известные ученики
- Сергей Васильевич Гапоненко

## Награды
- Государственная премия БССР (1976)
- орден «Знак Почета» (1981)

## Публикации
Грибковский является автором более 300 научных работ, среди которых:
- Б.И. Степанов, В.П. Грибковский. Введение в теорию люминесценции. - Минск: Из-во АН БССР, 1963; London: Ilisse Books, 1968, 1970.
- Б.И. Степанов, В.П. Грибковский. Применение вероятностного метода для расчета оптических характеристик квантовых генераторов света. // УФН, Т.82, №2 (1964).
- Б.И. Степанов, В.П. Грибковский, А.С. Рубанов, А.Н. Рубинов, Ф.К. Рутковский, А.М. Самсон. Методы расчета оптических квантовых генераторов. - Минск: Наука и техника, 1966 (том 1), 1968 (том 2).
- В.П. Грибковский. Теория поглощения и испускания света в полупроводниках. - Минск: Наука и техника, 1975.
- В.П. Грибковский. [publ.lib.ru/ARCHIVES/G/GRIBKOVSKIY_Viktor_Pavlovich/_Gribkovskiy_V._P..html Полупроводниковые лазеры]. - Минск: Издательство Университетское, 1988.